# Рогожарски ПВТ
ПВТ је југословенски школски авион за прелазну-ловчку обуку двоседи, једномоторни висококрилац који је произвођен од 1935. до 1941. године у југословенској фабрици авиона Рогожарски из Београда

## Пројектовање и развој

### Развој авиона ПВТ
Почетком 30. –тих година Команда ВВ је разматрала могућност набавке школског авиона за прелазну- ловачку обуку који би заменио већ застареле Гурду-Лесер (произведених у Змају 1930. године). Избор је пао на француски Моран-Солније МС.230 што је изазвало незадовољство групе инжењера из техничке службе Команде ВВ. Због тога је почетком 1933. године основана конструкторска група (инжењери: Рудолф Физир, Сима Милутиновић, Љубомир Илић, Коста Сивчев и Адем Бишчевић) која је ван радног времена уз сагласност руководилаца пројектовала прелазно школски ловачки авион под радним називом „Прототип ваздухопловно-технички“, скраћено ПВТ. Команда је на основу пројекта потписала уговор са фирмом Рогожарски за израду прототипа у марту 1934. године. Прототип је завршен у рекордно кратком времену а први пробни лет је обавио фабрички пробни пилот поручник Милан Бјелановић током лета 1934. год. До августа је вршено испитивање у опитној групи и вршена фабричка дотеривања.

## Технички опис
Авион је био робусан висококрилни једнокрилац (парасол) са изврсним летачким карактеристикама погодан за акробације и много бољи од француског МС.230. Авион је опремљен радијалним, ваздухом хлађеним мотором са седам цилиндара Гноме-Роне 7Kfs1 420 KS и дрвеном двокраком елисом фиксног корака. Авион је имао дупле команде а два члана посаде (пилот и инструктор летења) су седели један иза другог. Авион је намењен војној употреби тј. прелазној ловачкој обуци војних пилота.
Труп авиона, елипсастог попречног пресека је у целости израђен од дрвета обложен шпером. Крила су са заобљеним крајевима, са сваке стране, крила су подупрта са паром косих челичних упорница које су се ослањале на труп авиона. Консртукција крила је изведена од дрвета пресвучена шпером. Стајни трап је био фиксан без осовине, потпуно направљен од челичних цеви одликовао се великом чврстоћом што је омогућавало авиону слетање на веома неравне терене.

### Развој авиона ПВТ-Х (хидроавиона)
Команда ратне морнарице је затражила од Рогожарског 1936. године да направи ходро варијанту авиона ПВТ. Инж. Сима Милутиновић (тада технички директор Рогожарског) извршио је потребне прорачуне и утврдио да ће нови хидроавион бити успешан прелазни хидроплан за акробатску обуку и тренажу. Током исте године су једном ПВТ-у из друге серије уграђени увозни ЕДО пловци, нова елиса и повећан вертикални стабилизатор. Испитивање прототипа је извршила опитна комисија Поморског ваздухопловства у Дивуљама. Нови авион је одлично оцењен па је Команда морнарице 1938. године наручила још 3 примерка који су испоручени током 1939. Ови авиони су добили званичну ознаку ПВТ-Х (ПВТ хидроавион). Хидроавиони ПВТ-Х су имали динамичке комензаторе на кормилу висине и два митраљеза Дарн од 7,7 mm.

## Оперативно коришћење

### Производња и побољшања авиона ПВТ
Команде ВВ је крајем 1935. године од фабрике Рогожарски наручила прву серију од 20 авиона ПВТ. Авиони прве серије су испоручени 1936. године и имали су француске моторе Гноме-Роне 7Kfs1. Први примерци су отишли у Ловачку школу 6. Ваздухопловног пука у Земуну заменивши авионе Гурду-Лесер. У току 1937. године на авионима прве серије извршена је модификација дефлектора на моторима.
Пошто је пракса потврдила да су ПВТ одлични авиони, Команда ВВ је 1937. године наручила другу серију од 15 авиона овог типа. Ова серија је завршена и испоручена током 1938. године. Од друге серије па на даље у авионе ПВТ је уграђиван домаћи мотор ИАМ К-7 од 420 KS произведен у Индустрији Авио Мотора (ИАМ) у Раковици по француској лиценци Гноме-Роне. Поред домаћег мотора у другој серији је још модификовано: на хоризонталним кормилима су постављени динамички компензатори, а крилца су направљена из два дела.
Трећа серија од 15 авиона је ушла у службу крајем јуна 1939. године, без техничких промена у односу на претходну серију.
Четврта серија од 10 примерака авиона је испоручена Војном ваздухопловству крајем 1939. И почетком 1940. године. Авиони ове серије су добили два синхронизована миртаљеза Дарн 7,7 mm у трупу авиона и фото митраљез ОПЛ. Поред овога мотори ове серије су били опремљени новим карбураторима који су омогућавали дуготрајан лет на леђима. Један авион из четврте серије је модификован у обрушавајући бомбардер који је могао да понесе једну бомбу од 100 kg подвешану испод трупа. На један други авион такође из четврте серије уграђен је НАКА прстен са скупљачем гасова, ради тестирања и разматрања могућности уградње у наредној серији.
Пета серија ПВТ авиона од 15 примерака није довршена јер је прекинута избијањем рата. Пет авиона из ове серије било је предвиђено за обуку пилота без спољне видљивости.

### Коришћење авиона ПВТ
Авиони ПВТ су коришћени од 1936. Године у Ловачкој пилотској школи 6. Ваздухопловног пука за обуку пилота који су већ савладали основне акробације на авиону Физир ФП-2. Неколико наставника ове школе су 1938. године основали акробатску тројку која је врло брзо постала позната широм земље. Од 1939. године авиони ПВТ су коришћени у тренажним ескадрилама у Београду и Загребу а до краја исте године све ловачке групе су добиле 3 до 5 примерака ових авиона за одржавање тренаже у акробацијама. У Панчеву је 1940. године отворена школа летења без спољне видљивости која је била опремљена са пет модификованих авиона ПВТ за ову намену.

### Коришћење авиона ПВТ-Х (хидроавиона)
Хидроавиони ПВТ-Х су били распређени у базама Дивуље и Бока и тамо летели до Априлског рата.

### Авиони ПВТ у Другом светском рату
Италијани су запленили два авиона ПВТ-Х (хидроавиона) а о њиховом коришћењу у Другом светском рату нема података. Од обичних ПВТ авиона Италијани су запленили 19 исправних и 4 расходована авиона на аеродрому Никшић и користили их у току рата против устаника у Црној Гори и Албанији. Немци су дошли у посед 14 ПВТ и предали их својим савезницима Хрватима (НДХ), где су службовали све време рата. Шест ових авиона који су преживели рат укључени су у Ратно ваздухопловство Југословенске Армије (РВ ЈА) и ту летели до 1947. године.

## Земље које су користиле овај авион
| - Југославија: - Хрватска-НДХ - Италија |